# Sony Ericsson S500
Sony Ericsson S500i là chiếc điện thoại được sản xuất bởi Sony Ericsson. Chiếc điện thoại này được ra mắt vào tháng 5 năm 2007.
Đây là 1 chiếc điện thoại có thiết kế trượt, mỏng với độ dài 99 x 47 x 14 mm và nặng 94 grams cùng với pin Li-Ion. Chiếc điện thoại này sở hữu bộ nhớ trong 12 Mb còn có thể mở rộng với thẻ nhớ ngoài. Nó còn sở hữu camera 2.0 megapixel với zoom số 4X, ngoài ra còn cung cấp chức năng quay video và xem hình. Trình nghe nhạc có thể đọc các định dạng  AAC, AAC+, eAAC+ và MP3. Chiếc điện thoại còn hỗ trợ EDGE, GPRS và Bluetooth.
UI và những thay đổi trong phông nền phụ thuộc vào thời gian trong ngày, ngày trong tuần hoặc mùa trong năm.  Tạp chí Phụ nữ lớn nhất tại Thụy Sĩ, annabelle, và Thụy Sĩ Cam đã phát hành S500 như một chiếc điện thoại thời trang, đặc biệt nhắm tới người tiêu dùng nữ. Kèm theo S500 còn có các phụ kiện thời trang khác như móc chiều khóa,....